# Kaminfegerkinder

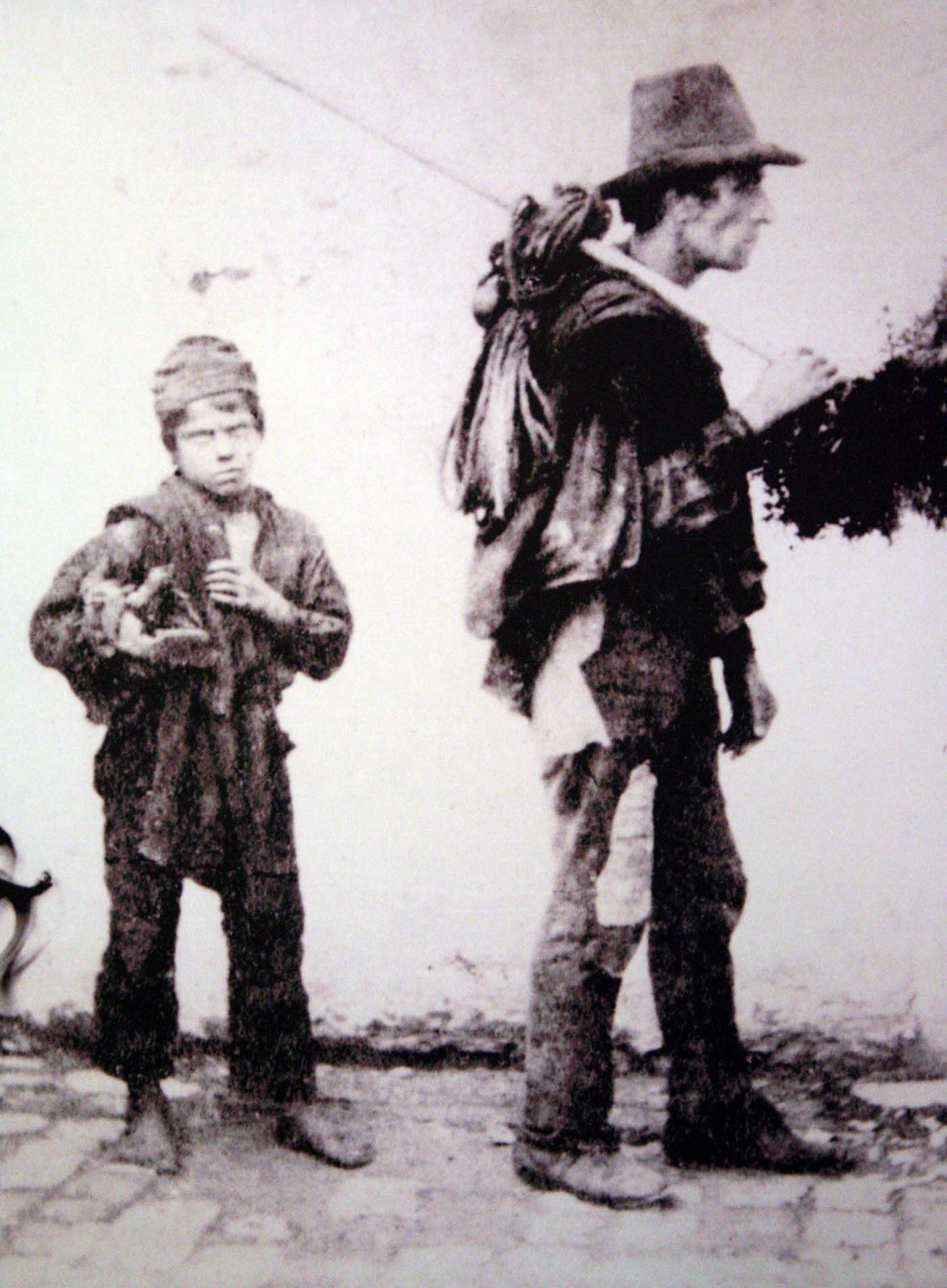
Ein Kaminfegerbub mit seinem Padrone in Cannobio, 1870

Kaminfegerkinder wurden ab dem 16. Jahrhundert jene Kinder genannt, die aus wirtschaftlichen Gründen gezwungen waren, ihr familiäres Umfeld zu verlassen, um durch Europa ziehend als Schornsteinfeger zu arbeiten. Diese Form von Kinderarbeit rekrutierte sich vor allem aus den ärmlichen Gegenden des Alpenraums, aber auch aus anderen strukturschwachen Gegenden Europas. Besondere Bekanntheit erlangten die Kaminfegerkinder aus dem Tessin, dem italienischen Val Vigezzo – dort rüsca genannt –, aus den Tälern Cannobina und Orco – die sogenannten gògn –, die gâillo aus dem Aostatal und die stoinoti aus dem italienischsprachigen Teil Tirols.

## Geschichte

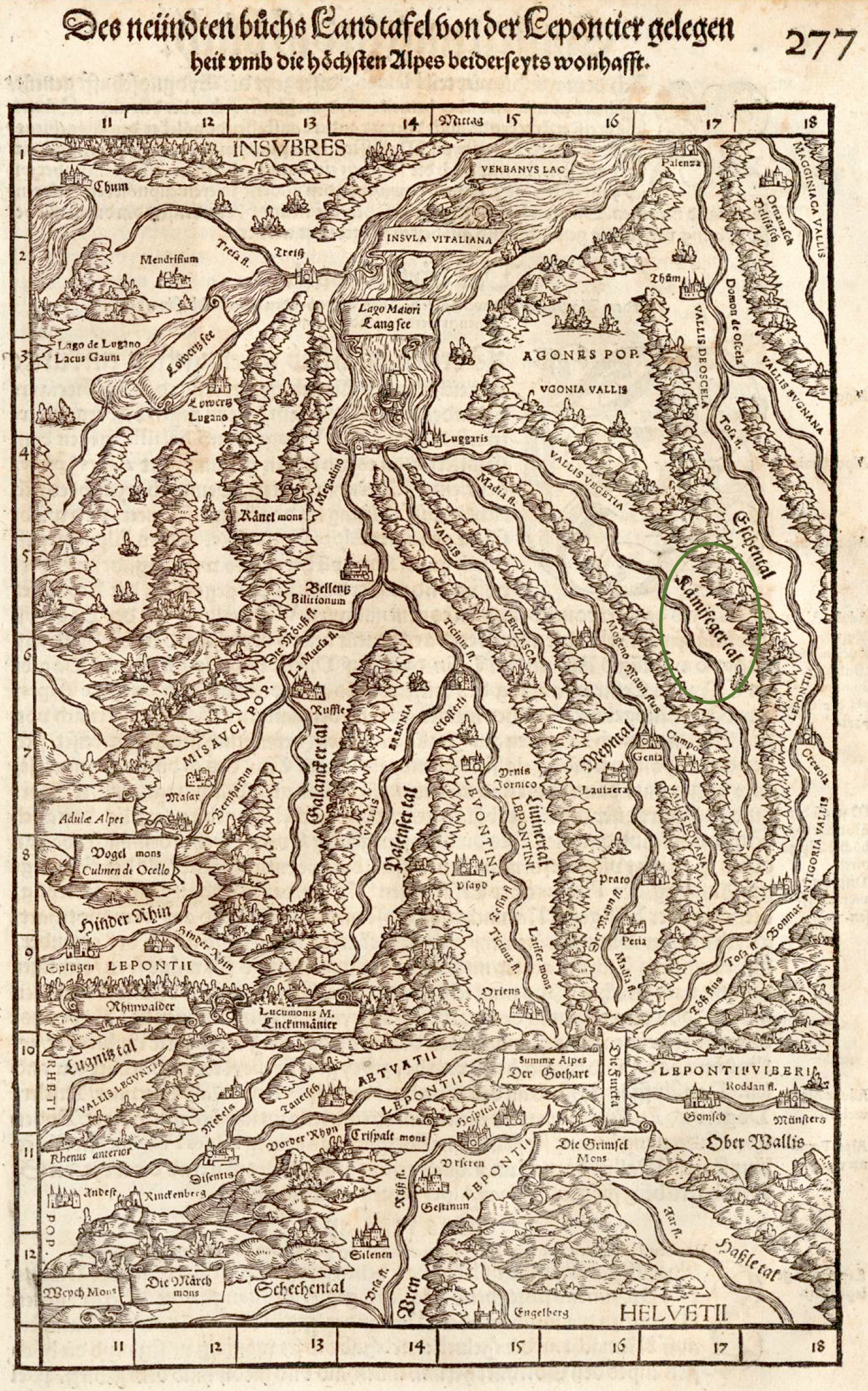
Auf der Karte von Johannes Stumpf von 1548 rechts außen das „Kämifegertal“

Die ersten Schornsteinfeger werden im 16. Jahrhundert aus dem Valle Vigezzo im Piemont genannt. 1538 schrieb der Glarner Chronist Aegidius Tschudi in Die uralt wahrhaftig Alpisch Rhetia: „… im Val Vejetz sind alles Kaminfeger, die nach Neapel, Sizilien, Frankreich und Tütschland ziehen.“ Der Kartograf Johannes Stumpf schrieb 1548 in seiner Chronik der Eidgenossenschaft: „Das Kämifegertal das man nennet Vallis Vagetia. Darauss kommend gemeinlich alle Kaminfaeger die durchziehend gemeinlich alle lender des gantzen Europae seübernd die Camin: das gelt so sy mit dieser ruossigen und sorglichen arbeit gewünnend tragend sy heim jr weyb und kind darmit zeerneren.“ Buben als Kaminfeger werden in diesen alten Quellen nicht erwähnt, was nicht heißt, dass es sie nicht gegeben hat.
Die eigentliche Ausbeutung von Kindern bzw. Knaben als Kaminfeger war eine Folge der zunehmenden Industrialisierung in den Städten der Poebene in der zweiten Hälfte des 19. Jahrhunderts und um die Wende zum 20. Jahrhunderts. Die zahlreichen Fabrikschlote und die Kamine der Wohnhäuser in den wachsenden Städten mussten gereinigt werden. 1873 erließen die Tessiner Kantonalbehörden zwar ein Verbot, dass Kinder unter 14 Jahren (später 12 Jahren) nicht als Kaminfeger ins Ausland gebracht werden durften, doch wurde dieses kaum beachtet. Im Tessin endete die Ausbeutung der kleinen rüsca mit dem Ersten Weltkrieg, als die Grenzen geschlossen wurden, in Italien erst gegen die Mitte des 20. Jahrhunderts, als moderne Heizungsanlagen die rußigen Kamine nach und nach ersetzten.

## Hintergründe
Der Grund für diese Art der Kinderarbeit ist in den harten Lebensbedingungen in den Tälern des Kantons Tessin, des Piemonts und das Aostatals zu suchen. Die Lebensgrundlagen der Menschen dort bildeten Landwirtschaft und Viehzucht, was für ein genügendes Auskommen der oft armen kinderreichen Familien nicht reichte. Die kargen Äcker gaben wenig her und die langen Winter mit wenig Sonne waren mit Kälte und Hunger für Mensch und Tier verbunden. Da Holz eines der wichtigsten Exportgüter war, wurden die Wälder kahlgeschlagen. Als Folge entvölkerten sich ganze Täler, es gab kaum mehr Arbeit. Oft waren die Menschen zum Auswandern gezwungen. Zwischen 1850 und 1930 wanderten rund 50.000 Tessiner wegen Armut und Arbeitslosigkeit aus. Viele der Auswanderer wählten einen Beruf, der Aussicht auf Arbeit versprach: Schornsteinfeger. Unabdingbar für dieses Handwerk war die Mitarbeit von kleinen Buben, die dank ihrer schlanken Gestalt gut in den Kaminen hochsteigen konnten.
Betroffen waren vor allem die Täler des Locarnese (Onsernone, Verzascatal, das obere Maggiatal, das Centovalli) und dessen westliche Verlängerung nach Italien ins Val Vigezzo, das Val Cannobina, das Valle Orco sowie das Aostatal (besonders das Val de Rhêmes). Bestimmungsorte waren unter anderem Mailand, Turin, Pavia, Novara, Saronno, Voghera und deren ländliche Umgebung. Normalerweise dauerte der Einsatz der Kinder von Ende Oktober bis in den April, manchmal auch länger. Mehrere Jahre dauerte ein Einsatz in Holland, Frankreich oder im österreichischen Kaiserreich. Die Jungen wurden über den Winter weggeschickt, damit in den härtesten Monaten ein Mund weniger gefüttert werden musste.

## Rekrutierung

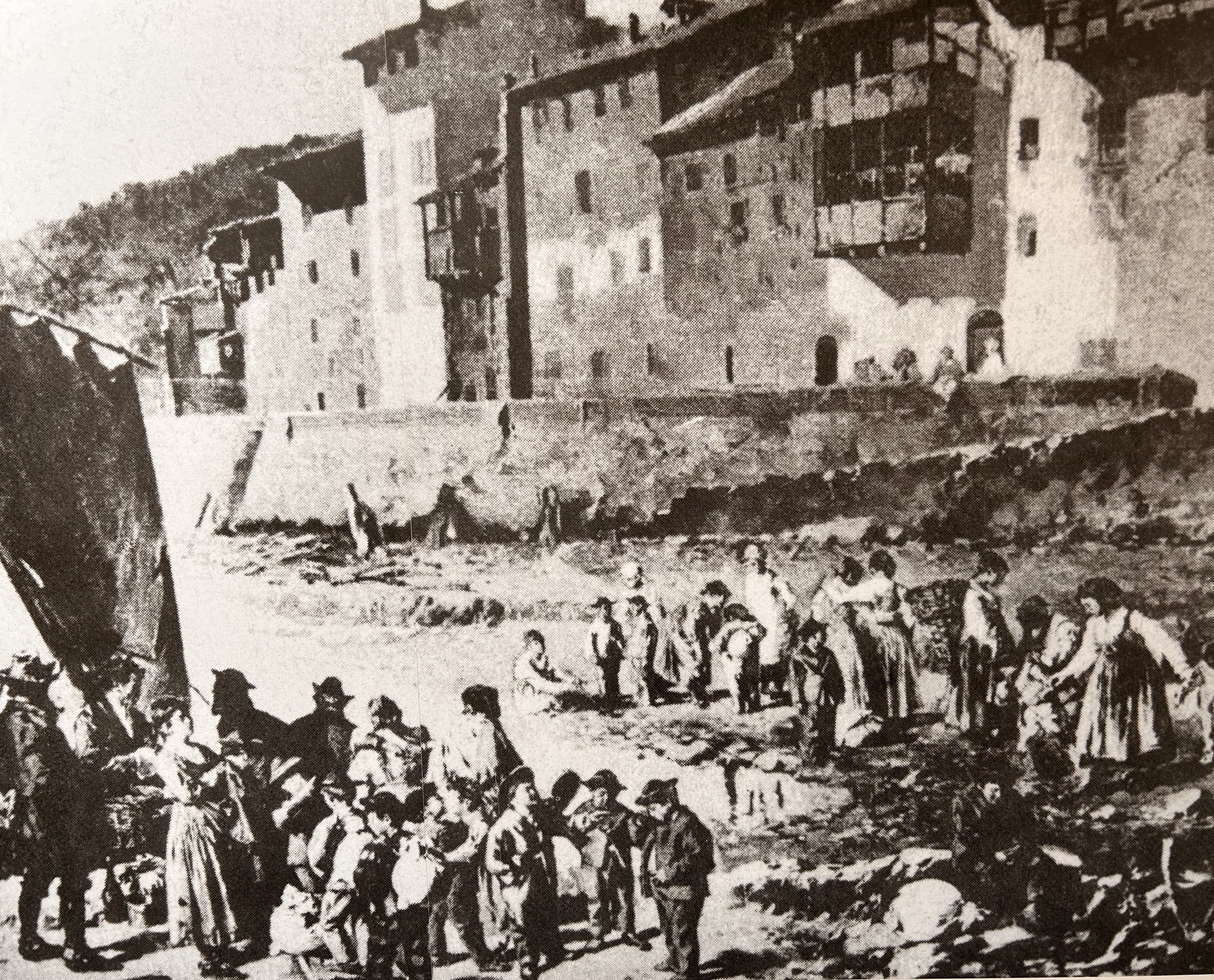
Kaminfeger werden in Cannobio zu den Booten gebracht

Im Sommer zogen ältere Kaminfeger aus Italien durch die Täler und erkundigten sich nach armen kinderreichen Familien. Die Männer suchten sich dort die schmächtigsten Knaben aus, die waren am besten dafür geeignet, in die engen Kamine zu steigen und darin hochzuklettern. Für die ausgesuchten Kinder wurde ein Vertrag abgeschlossen, in dem der Name des Kindes, die Arbeitsdauer und das Entgelt festgehalten wurde. Weitere Einsätze in folgenden Jahren wurden dann brieflich abgeschlossen. Die padroni konnten sich die Kinder aussuchen, das Angebot war groß. Bezahlt wurden je nach Alter des Knaben 5 bis 10 Franken monatlich. Für Kinder, die für fünf Jahre verpflichtet wurden, erhielten die Eltern zwischen 170 und 400 Franken. Der Betrag wurde erst nach Ablauf der Vertragsdauer ausbezahlt, um zu verhindern, dass Kinder früher zurückkehrten. Zum Vergleich: Gemessen an der Entwicklung der Konsumentenpreise würden 100 Franken im Jahr 1875 heute rund 860 Franken entsprechen.
Für das Jahr 1853 sind aus den Tälern des Sopraceneri 432 Kaminfeger-Emigranten nachgewiesen, 1870 waren es 450, die meisten davon stammten aus Intragna. Knapp die Hälfte davon war jünger als fünfzehn Jahre, viele davon jünger als zehn. Aus dem Verzascatal reisten 1934 noch 110 Kinder ins Ausland, aus dem Centovalli kamen weitere 80 dazu.
Belegt sind auch Versteigerungen. Auf der Piazza grande in Locarno, wo heute jeweils das Locarno Film Festival stattfindet, wurden Waisen, Findelkinder oder Kinder armer Familien versteigert. Die Buben wurden als Kaminfeger verkauft, die Mädchen landeten in der Textilindustrie, in der Tabakverarbeitung von Brissago oder in den Reisfeldern von Novara, auch dies eine äußerst harte Arbeit: Zwölf bis vierzehn Stunden mussten die Mädchen bei jedem Wetter gebückt im Wasser stehen. So heißt es im italienischen Volkslied Amore mio non piangere in der letzten Strophe: „Mamma, papà, non piangere, se sono consumata, è stata la risaia che mi ha rovinata“ (Mama, Papa, weint nicht, wenn ich verbraucht bin, es war das Reisfeld, das mich zugrunde gerichtet hat.) Am 19. September 1891 wurden zwei Buben aus Vogorno im Verzascatal zum Preis von je 134 Franken verkauft. Ihre Eltern waren verstorben und die Gemeinde verkaufte die Kinder, um nicht weiter für sie aufkommen zu müssen.

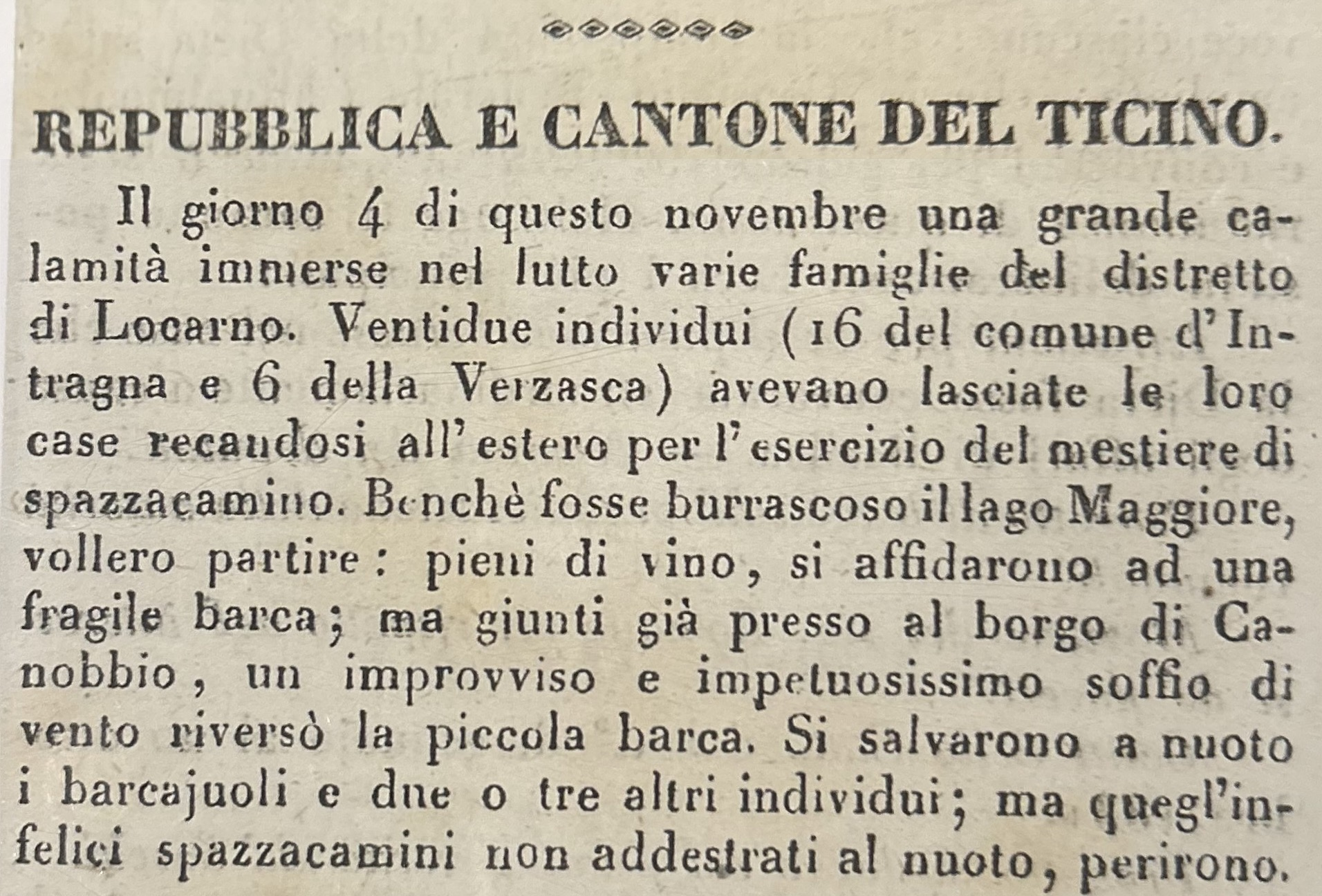
Zeitungsmeldung über das Unglück vom 4. November 1832

Die Kinder wurden meist von den Eltern nach Locarno oder Cannobio gebracht, wo die padroni oder ihre Stellvertreter warteten. Vor allem für die Kleinen, die oft erst sechs oder sieben Jahre alt waren und nicht verstanden, warum sie mit einem Fremden fortgeschickt wurden, war dieses Herausreißen aus ihrer vertrauten Umgebung ein enormer Schock, der ein Leben lang an ihnen haften bleiben sollte. Viele Kinder besaßen weder Kleider zum Wechseln noch Unterwäsche und mussten monatelang dieselbe Kleidung tragen. Ab und zu schenkte ihnen jemand alte getragene Hosen oder eine Jacke.
Vor dem Bau der Eisenbahn erfolgte die Reise auf Booten auf dem Lago Maggiore nach Süden. Der damals achtjährige Basilio Guerra aus Re beschreibt in seinen Erinnerungen den Abschied im September 1919:
„Als ich den See zum ersten Mal sah, dachte ich, ich ginge dorthin, wo es besser ist, stattdessen … In Cannobio trafen wir einen Mann beim Boot, der auf uns wartete. Er wechselte ein paar Worte mit meiner Mutter, dann umarmte sie mich fest. Ich spürte, wie ihre Tränen mein Gesicht benetzten, ich hörte ihre letzten Worte: „Geh, mein Sohn, das ist dein Schicksal.“ Wir machten uns auf den Weg, die Sirene des Bootes pfiff, viele erhobene Hände grüßten, darunter die Hände der lieben Mutter, mit denen sie mir viele Küsse schickte, und ich rief „Mamma, Mamma“!“
Die meisten Kinder konnten nicht schwimmen und fürchteten sich vor dem Wasser. In der Nacht vom 4. November 1832 sank eines dieser Boote vor Cannobio, 22 Kinder ertranken. Die Meldung darüber soll für Lisa Tetzner der Anlass gewesen sein, sich mit der Geschichte der Kaminfegerkinder zu befassen. So entstand ihre Erzählung Die schwarzen Brüder.
Weiter südlich waren die Kinder mit ihrem padrone (faìsc im Val Vigezzo, im Val Cannobina und im Tessin, budròc im Valle Orco, maître ramoneur im Aostatal) dann tage- oder wochenlang zu Fuß unterwegs, an den Füßen nur ihre hölzernen Zoccoli, die sie oft auch im Winter bei Schnee und Eis tragen mussten. Vor den padroni, oft rücksichtslose Männer, fürchteten sie sich. Viele dieser Männer hatten früher selbst als Schornsteinfeger gearbeitet und gaben das weiter, was sie gelernt hatten, ohne es zu hinterfragen.

## Die Arbeit

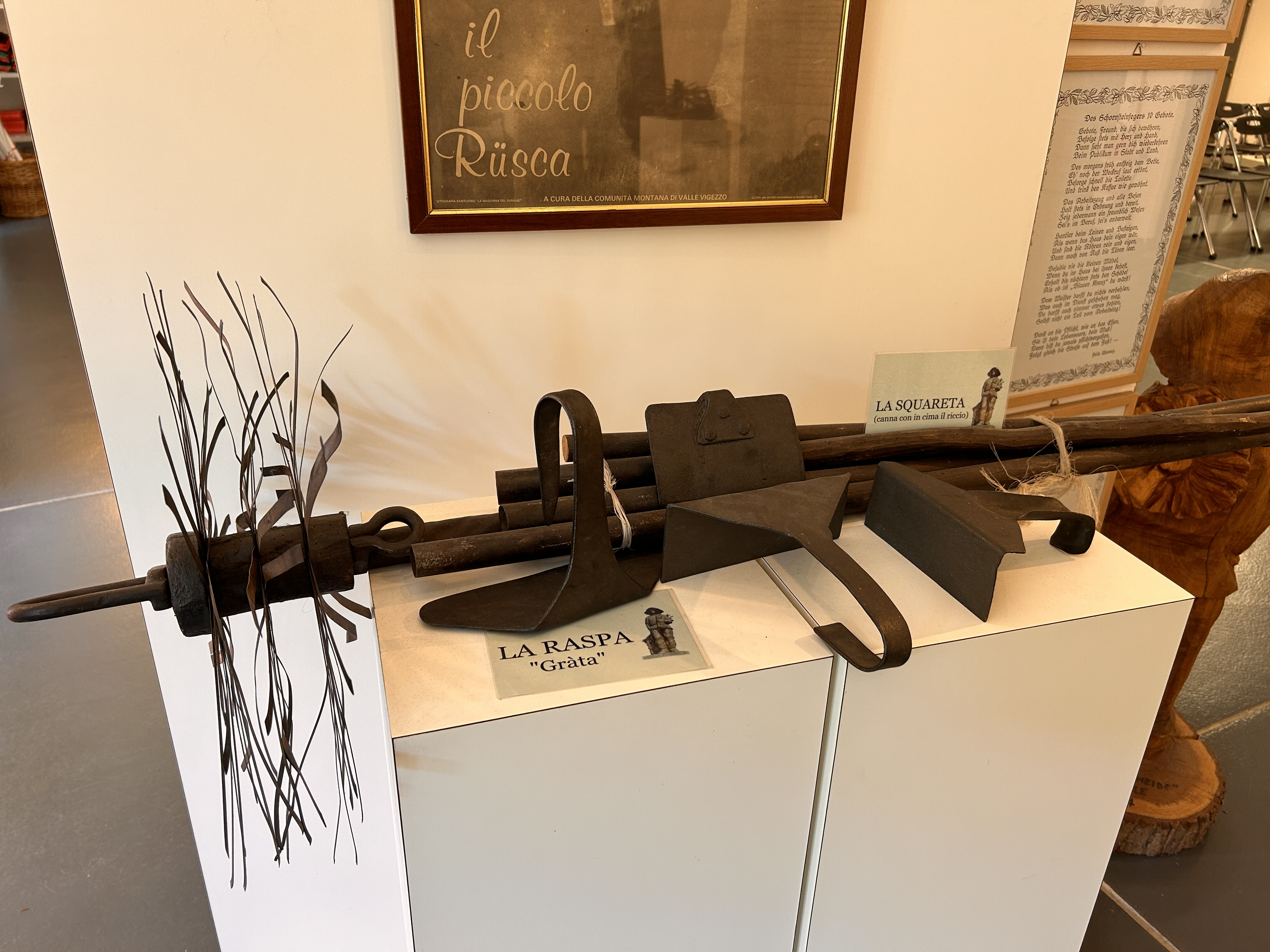
Ausrüstung eines Kaminfegerjungen

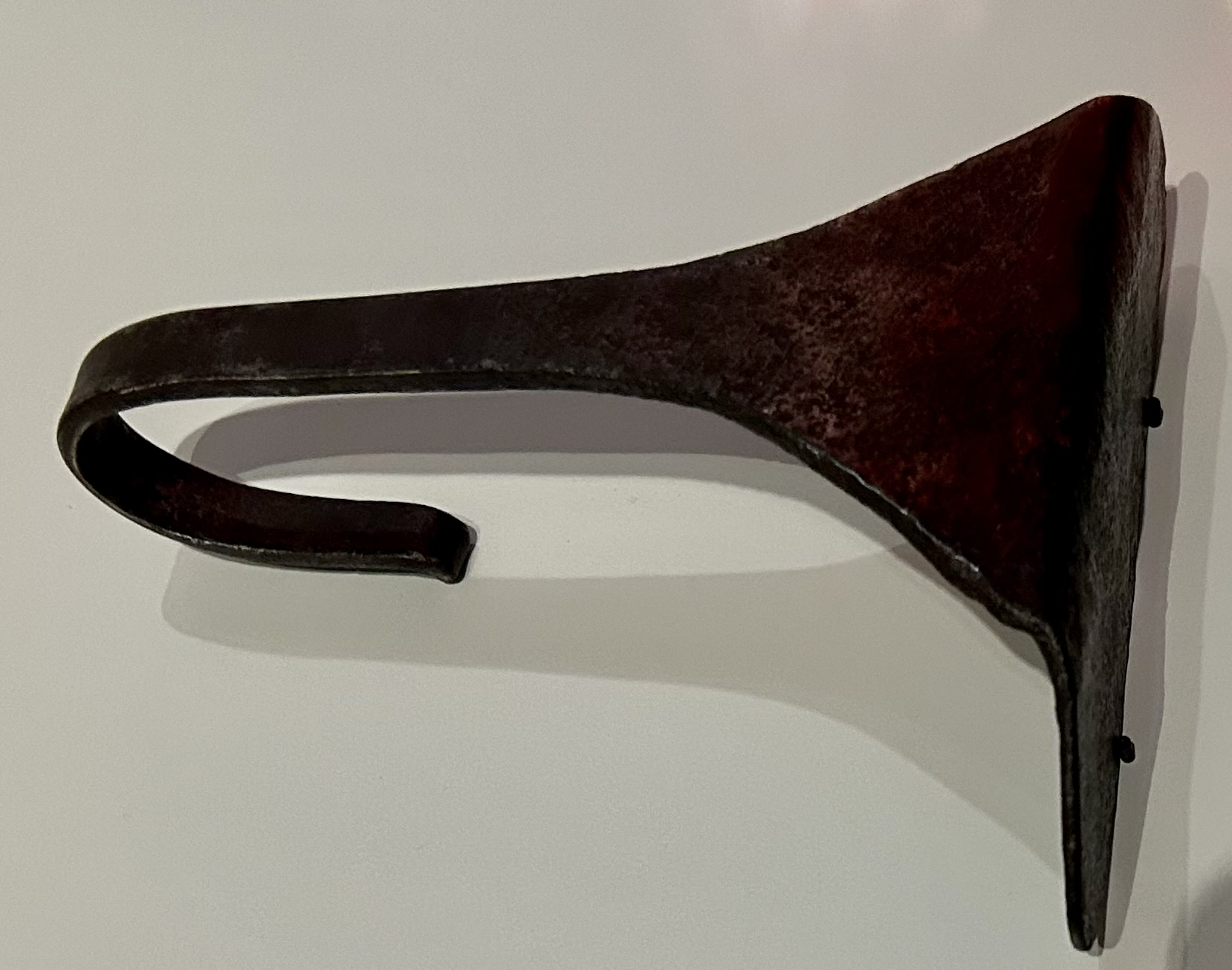
Raspel zum Reinigen der Kaminwände

Die Kinder mussten sich in den engen stickigen Kaminen mit Knien, Fersen und Ellbogen hocharbeiten. In der einen Hand hielten sie die Raspel, mit der sie den Ruß von den Kaminwänden kratzten und die sie mit dem Hakengriff an die Hose hängen konnten. In der anderen Hand hielten sie einen Reisigbesen, um den Ruß wegzuwischen. Manchmal kam noch der Stoßbesen mit seinen strahlenförmig angeordneten Stahllamellen dazu oder ein Seil mit einer Kugel, mit dem der Besen hinuntergelassen werden konnte. Über den Kopf trugen sie die caprüzsa, eine Art geschlossene Mütze ohne Öffnung für die Augen, um die Atemwege zu schützen. Vorne war die Mütze mit einem Filter aus Stoff versehen, durch den sie etwas sehen konnten. An den scharfen Kanten der Kaminmauern kratzten sich die Kinder die Haut auf, eitrige Entzündungen blieben unbehandelt und führten oft zu Blutvergiftungen. Um die Kinder anzutreiben, schneller zu arbeiten, entzündete der Padrone manchmal ein kleines Feuer im Kamin; der aufsteigende Rauch belastete die Atemwege zusätzlich. Zuoberst mussten sie den Kopf oder einen Arm ins Freie strecken und „spazzacamin“ rufen zum Zeichen, dass sie bis ganz oben geklettert und nicht vorher umgekehrt waren. Auf dem Rückweg mussten sie sich umdrehen und die Wand reinigen, an die sich beim Hinaufklettern angelehnt hatten. Pro Tag mussten rund zwanzig Kamine gereinigt werden.
Eine zusätzliche Belastung der Kaminfegerkinder entstand zu Beginn des 19. Jahrhunderts mit der einsetzenden Industrialisierung. Die hohen Kamine der Fabriken, in denen sich giftige Industriedämpfe niedergeschlagen hatten, verschlechterten den Gesundheitszustand der Kinder zusätzlich.
Die Enkelin eines ehemaligen Kaminfegers erzählt, wie ihr Großvater aus Palagnedra seinen ersten Einsatz als Sechsjähriger erlebt hatte: „Der erste Arbeitstag war wie der Einstieg in die Hölle. Sein Meister befahl ihm, die Hosen und den Pullover auszuziehen. Auch die Socken und Schuhe mussten weg. Nur mit Unterhosen bekleidet, sollte er in den Kamin einsteigen. Auf dem Kopf hatte er ein Tuch, die sogenannte tela, sie sollte die Augen schützen. Der Padrone drückte ihm eine Raspel in die Hand. Das Kind weigerte sich, es schämte sich. Der Padrone packte den sich windenden Buben und steckte ihn in den Kamin. Dieser spuckte und schrie. Je mehr er schrie, um so mehr Ruß und Staub schluckte er. Er hustete und sein Herz pochte vor Panik. Schließlich begriff er, dass er sich mit Knien und Ellbogen hocharbeiten und mit der Raspel zugleich den Kamin reinigen sollte. Es war eng und stickig, und er konnte kaum atmen. Zudem zündete der Meister unten ein Stück Papier an, um den Buben zum Vorwärtsgehen zu bewegen. Nach ihm endlos scheinender Zeit verspürte der Kleine einen Luftzug, er näherte sich dem Ende des Kamins. Oben konnte er erstmals wieder richtig atmen. Der Abstieg war nicht minder gefährlich. Die rohen und kantigen Wände rissen tiefe Wunden in Arme und Beine. Unten angekommen, waren Knie und Ellbogen blutig.“
Der ehemalige Kaminfegerbub Gentile Di Pietro aus dem Valle Vigezzo erinnert sich: „Wir sollten den Kamin einer Bäckerei putzen. Der Bäcker hatte gerade Brot gebacken und sagte, wir sollten mindestens drei Stunden warten, bis der Ofen abgekühlt wäre. Der Padrone wollte aber keine Zeit verlieren und schickte mich nach einer Viertelstunde in den Kamin; um meine Protestgeschrei scherte er sich nicht. Es war eine grauenvolle Erfahrung; der Ruß glühte noch und ich hatte Angst, dass er sich beim Hinunterfallen entzünden könnte. Als ich nach einer halben Stunde herauskam, war ich am ganzen Körper verbrannt. Ich weinte drei Tage vor Schmerzen und trotz der Wunden wurde ich wieder in die Schächte hinaufgeschickt, als wäre nichts geschehen. ‚Ich hab dich schließlich nicht zum Ausruhen mitgenommen‘, sagte der Meister, ‚was sind denn schon ein paar Schrammen!‘“

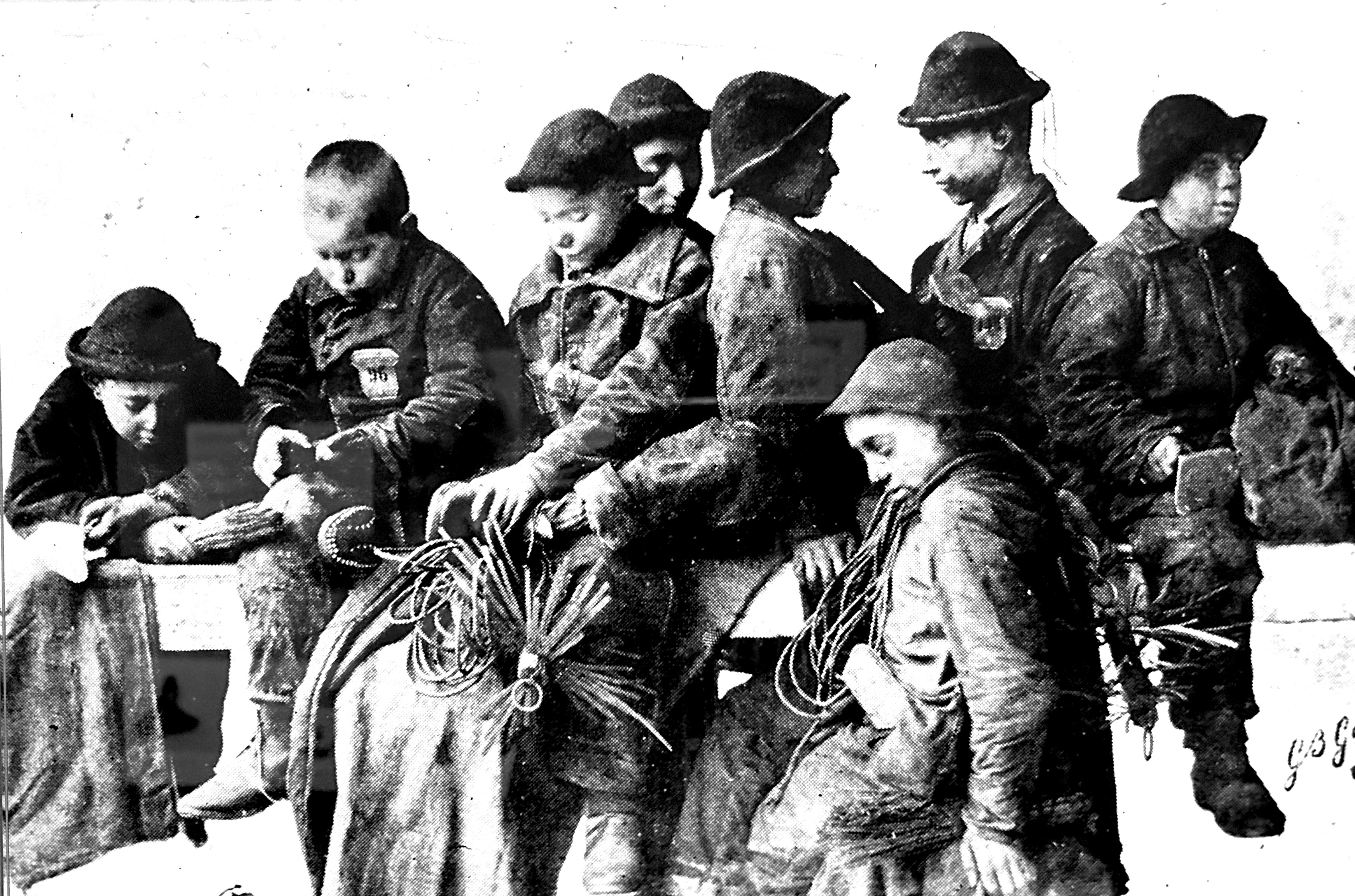
Um 1906, Mailand
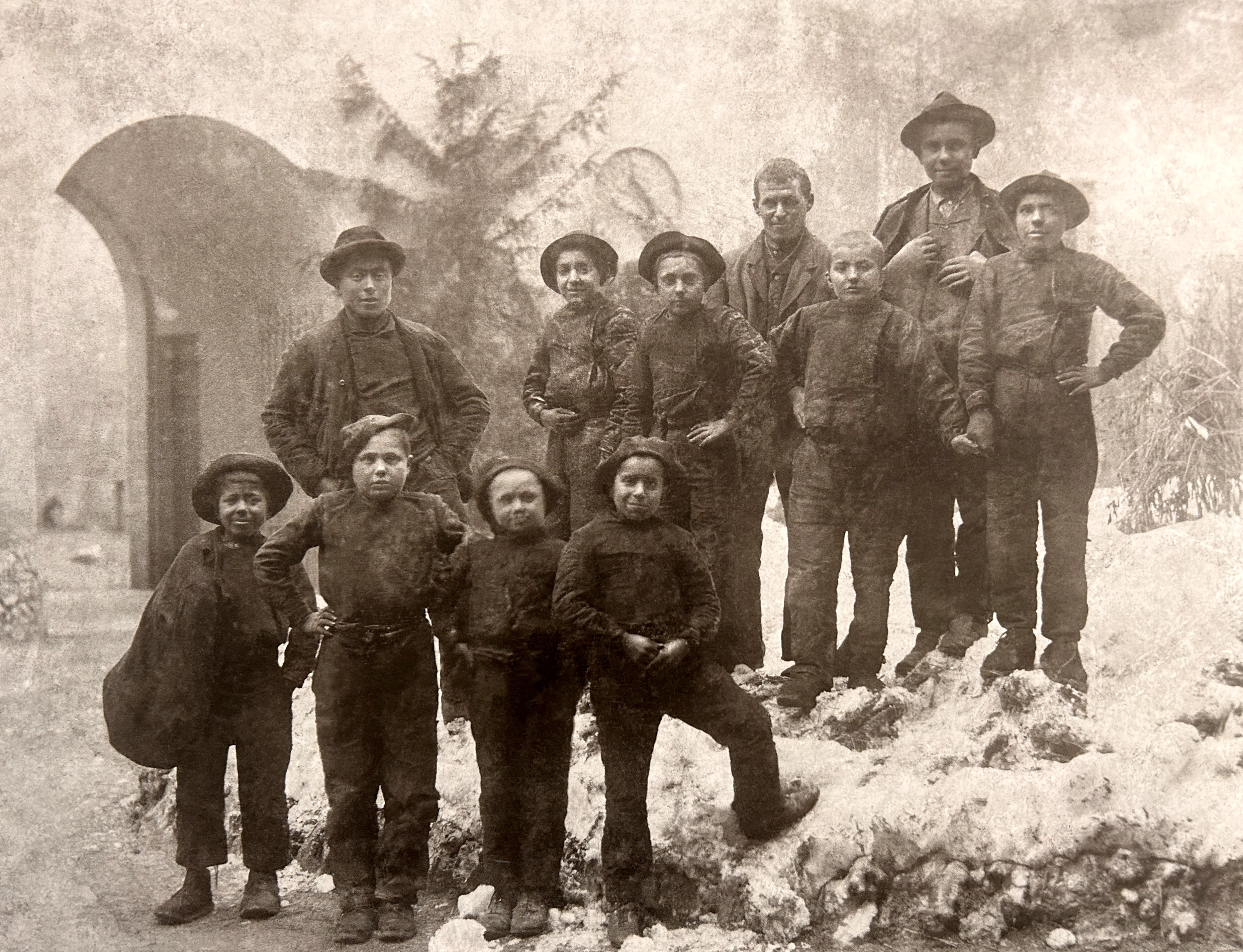
Um 1906, Mailand
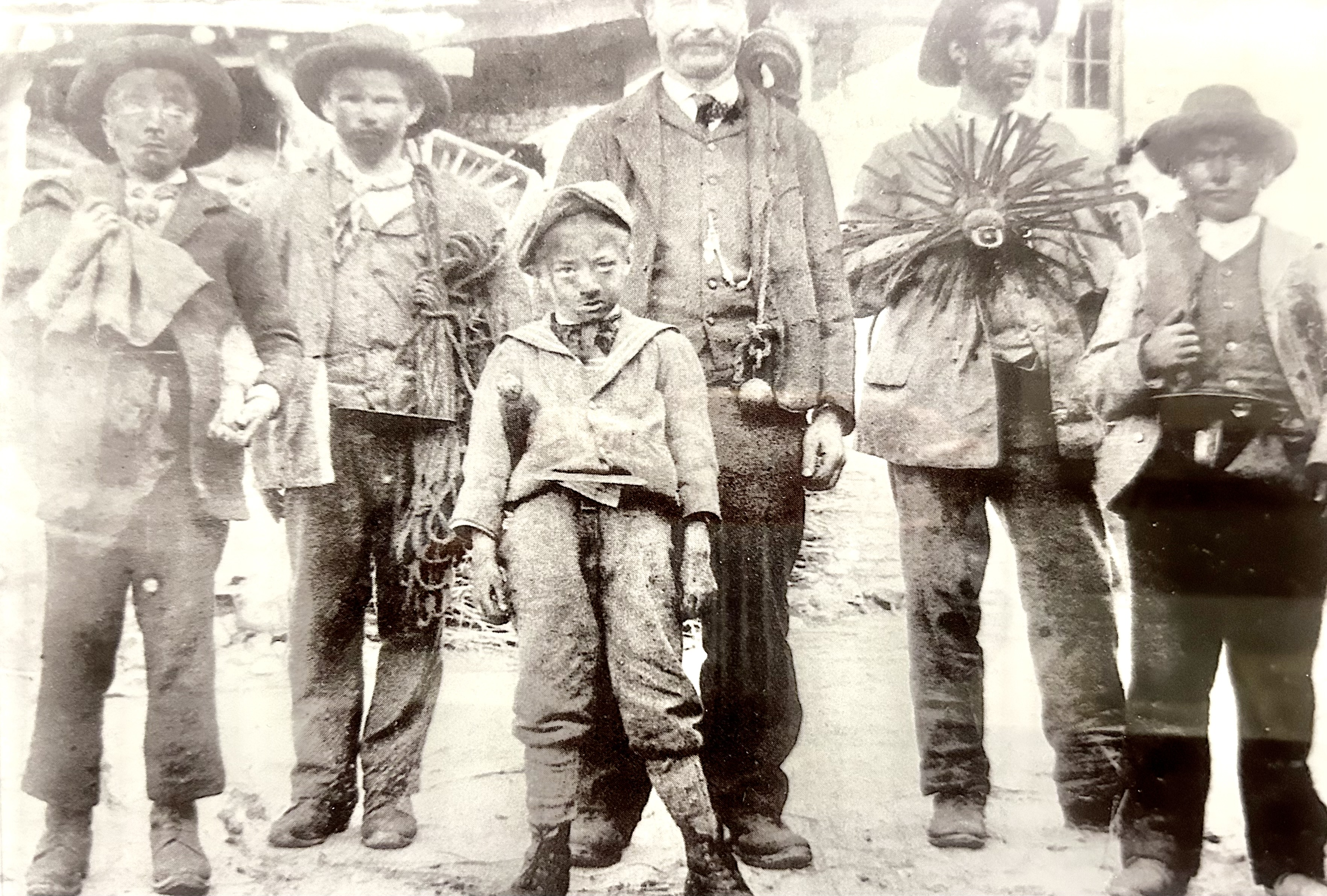
Um 1900, Mailand
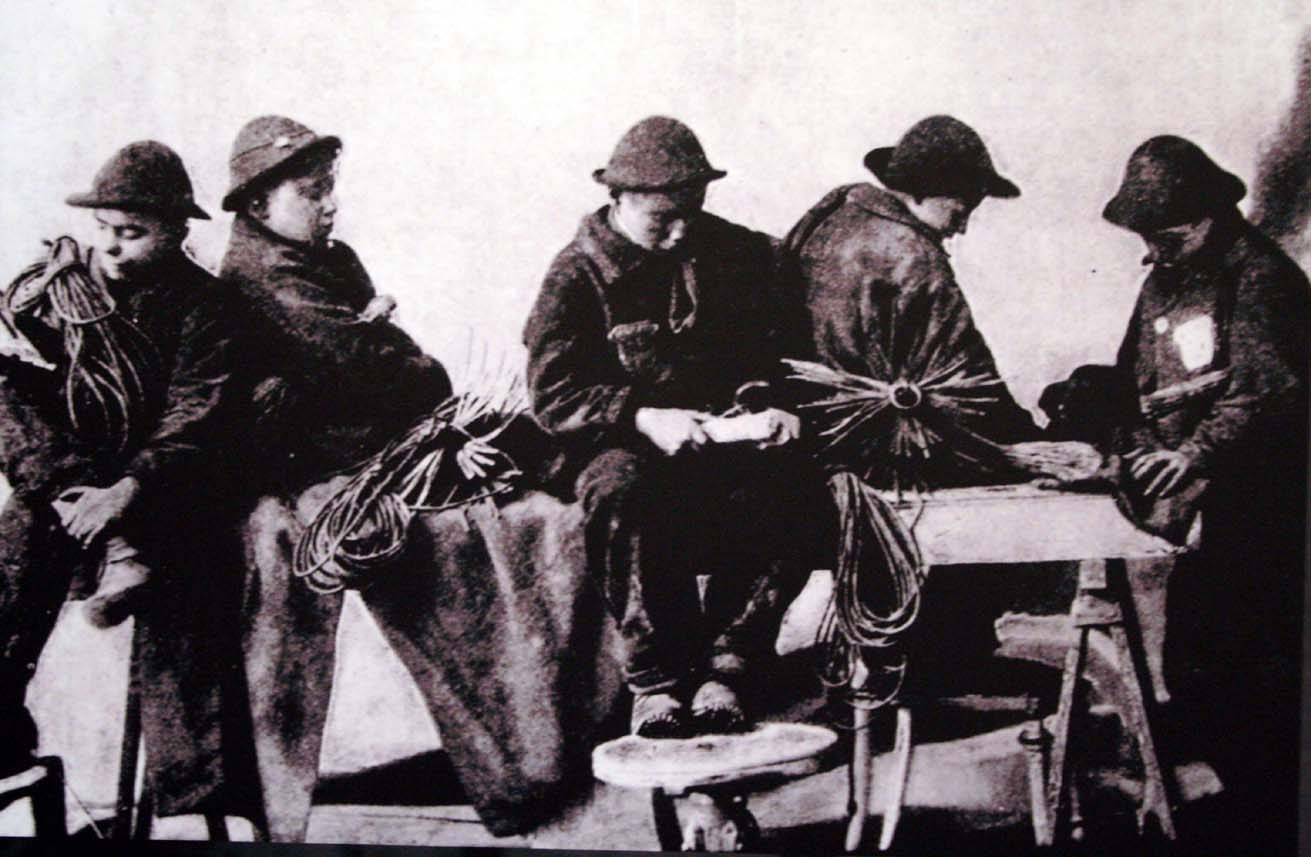
Ende 19. Jahrhundert

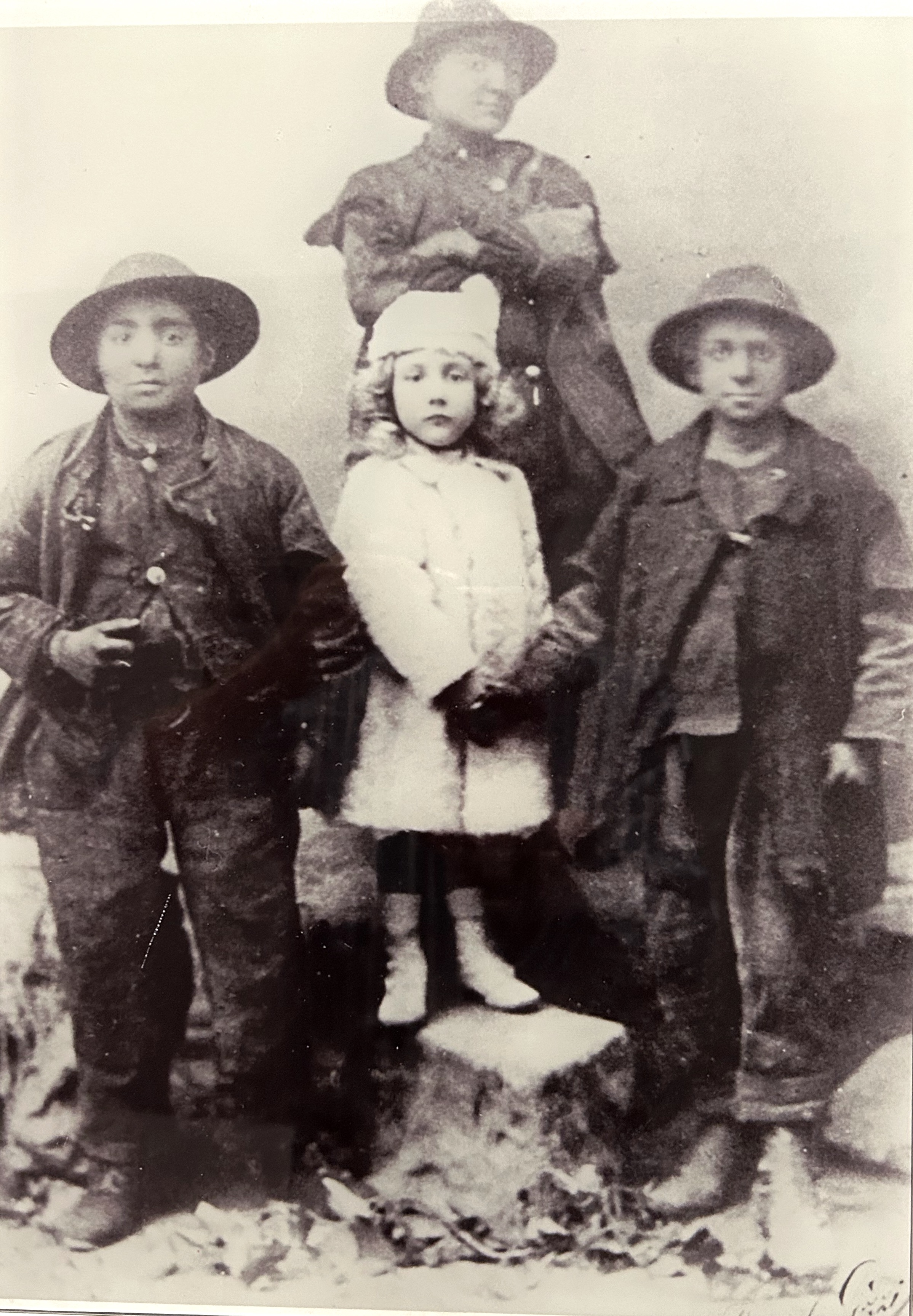
Kaminfegerkinder als Glücksbringer

Um ein Nachtlager mussten sich viele Kinder selbst kümmern. Oft mussten sie im Freien in einem Hinterhof übernachten, zugedeckt nur mit ihrem Rußsack, ohne Socken und mit durchnässtem Schuhwerk und Kleidern, die bei Nässe kaum je trockneten; wenn sie Glück hatten, fanden sie einen Stall. Ärztlich behandelt wurden die Kinder praktisch nie. Da sie mehr oder weniger zum Betteln gezwungen waren, lebten sie am Rand der Gesellschaft. Dazu kam die wirtschaftliche Ausbeutung – die Padroni behielten Einnahmen und Almosen für sich – sowie die körperlichen und psychischen Misshandlungen.
Manchmal wurden kleine Kaminfeger an Festtagen als Glücksbringer in wohlhabende Familien eingeladen – eine zusätzliche Demütigung, so vorgeführt zu werden: „Wir waren in das Haus eines reichen Besitzers eingeladen. Wir durften uns das Gesicht nicht waschen, sondern mussten als Glücksbringer auftreten, an den mit einem weissen Tischtuch belegten Tisch setzen, mit allen Speisen, die man sich wünschen kann. Viel mehr Wert hätte das Stück Brot oder der Teller Suppe, der uns armen Leuten gereicht wurde, spontan, ohne etwas zu verlangen. Die Reichen hingegen erwarteten von diesem Mahl ihr Glück.“
Eine Entspannung der wirtschaftlichen Verhältnisse in den Tälern brachte der Bau der Gotthardbahn, viele Männer fanden wieder Arbeit. Ab Mitte der 1930er Jahre verringerte sich die Zahl der Kaminfegerkinder von Jahr zu Jahr deutlich. Nach dem Ende des Zweiten Weltkriegs fand diese Art der Ausbeutung ein Ende.

## Krankheiten und Todesfälle
Die hauptsächlichen gesundheitlichen Probleme waren durch den Ruß und stete kalte Feuchtigkeit verursachte Lungenentzündungen, Nieren- und Blasenerkrankungen und durch den dauernden Hunger verursachte Magenprobleme, ihr Essen mussten sie sich oft zusammenbetteln. Die Kinder mussten bis zur Erschöpfung arbeiten. Wenn ein rüsca nicht mehr einsatzfähig war, ließ ihn der Padrone oft liegen, ohne sich um ihn zu kümmern. Meist waren es dann die Kinder selbst, die sich um die Kranken kümmerten. Ausnahmen gab es, wenn der padrone aus demselben Dorf stammte wie die Kinder, dann wurde eines auch einmal nach Hause gebracht.
1861 wurde der zehnjährige Michele Rusconi aus dem Verzascatal bei Como von seinen zwei Arbeitgebern zu Tode geprügelt. Die Täter wurden festgenommen und verurteilt.
In Malesco im italienischen Valle Vigezzo erinnert eine Bronzeskulptur an das Schicksal eines rüsca. Es stellt den jungen Faustino Cappini (1917–1931) aus Re dar, der mit dreizehn Jahren starb, weil er sich oben aus dem Kamin hinauslehnte und dabei mit seiner Raspel ein Hochspannungskabel berührte.
Das Gemälde von Antonio Rinaldi Spazzacamino piangente (Weinender Kaminfegerbub), entstanden um 1865, könnte von Meldungen inspiriert worden sein, die damals zirkulierten. Ein Beispiel vom 18. Mai 1869: „In Verbania-Intra wurde der kleine Antonio Scolari weinend und hungrig auf der Straße gefunden. Er sagte, er von sei von seinem padrone verlassen worden.“
Wie viele Kinder im Kamin erstickten, bei Unfällen ums Leben kamen oder nach Misshandlungen und Verletzungen starben, ist nicht bekannt, aber längst nicht alle kehrten in ihre Täler zurück.

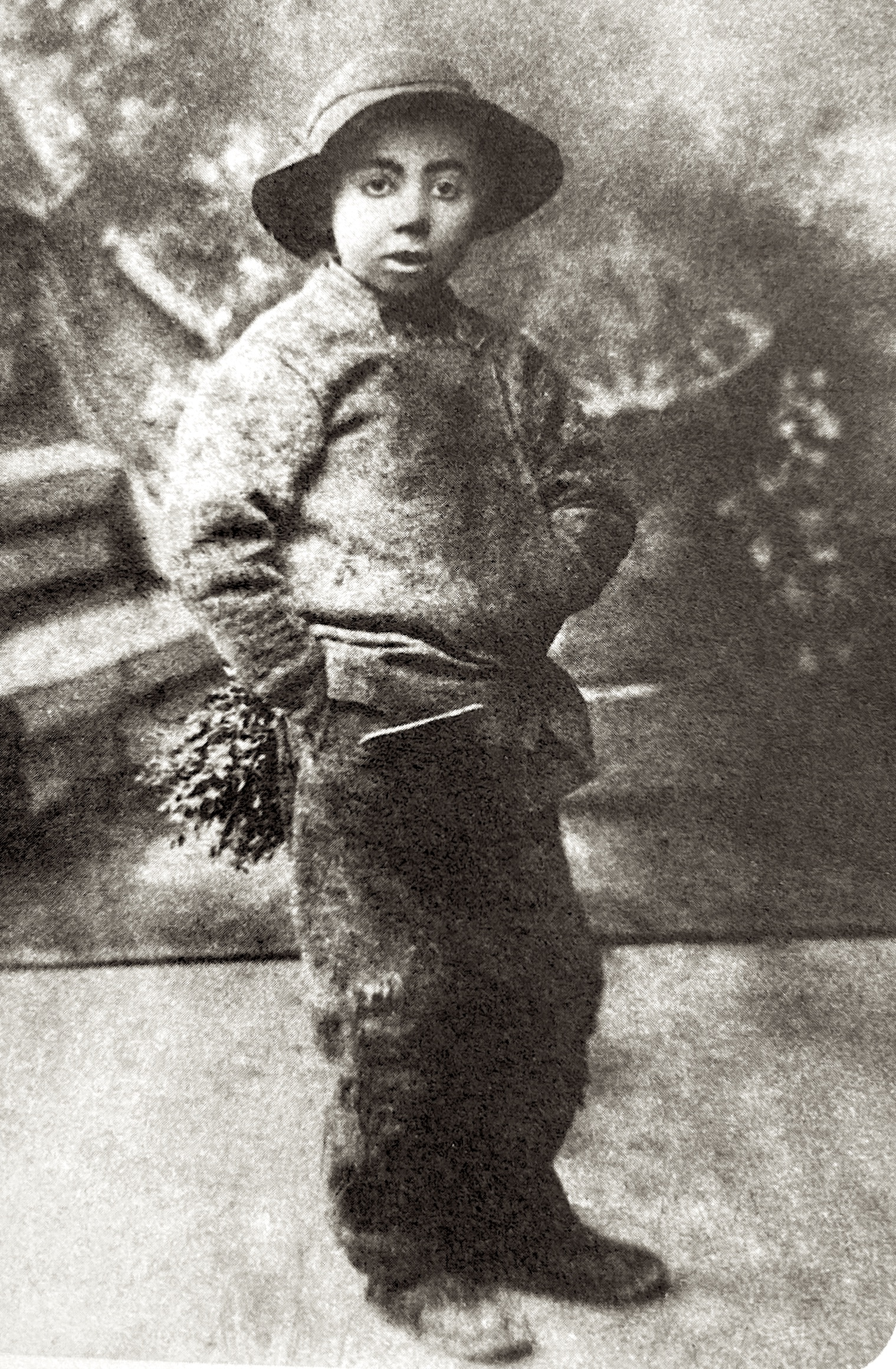
Faustino Cappini (1917–1931)
Denkmal für Faustino Cappini in Malesco
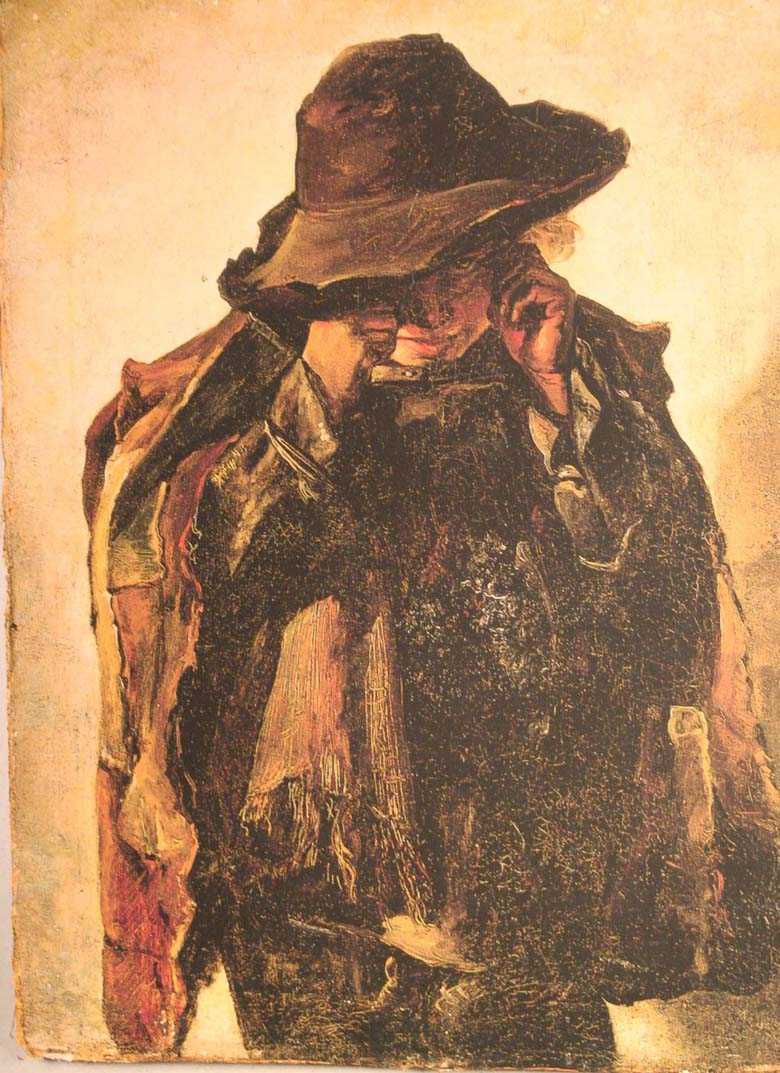
Spazzacamino piangente, Gemälde von Antonio Rinaldi (1816–1865)

## Unterstützung

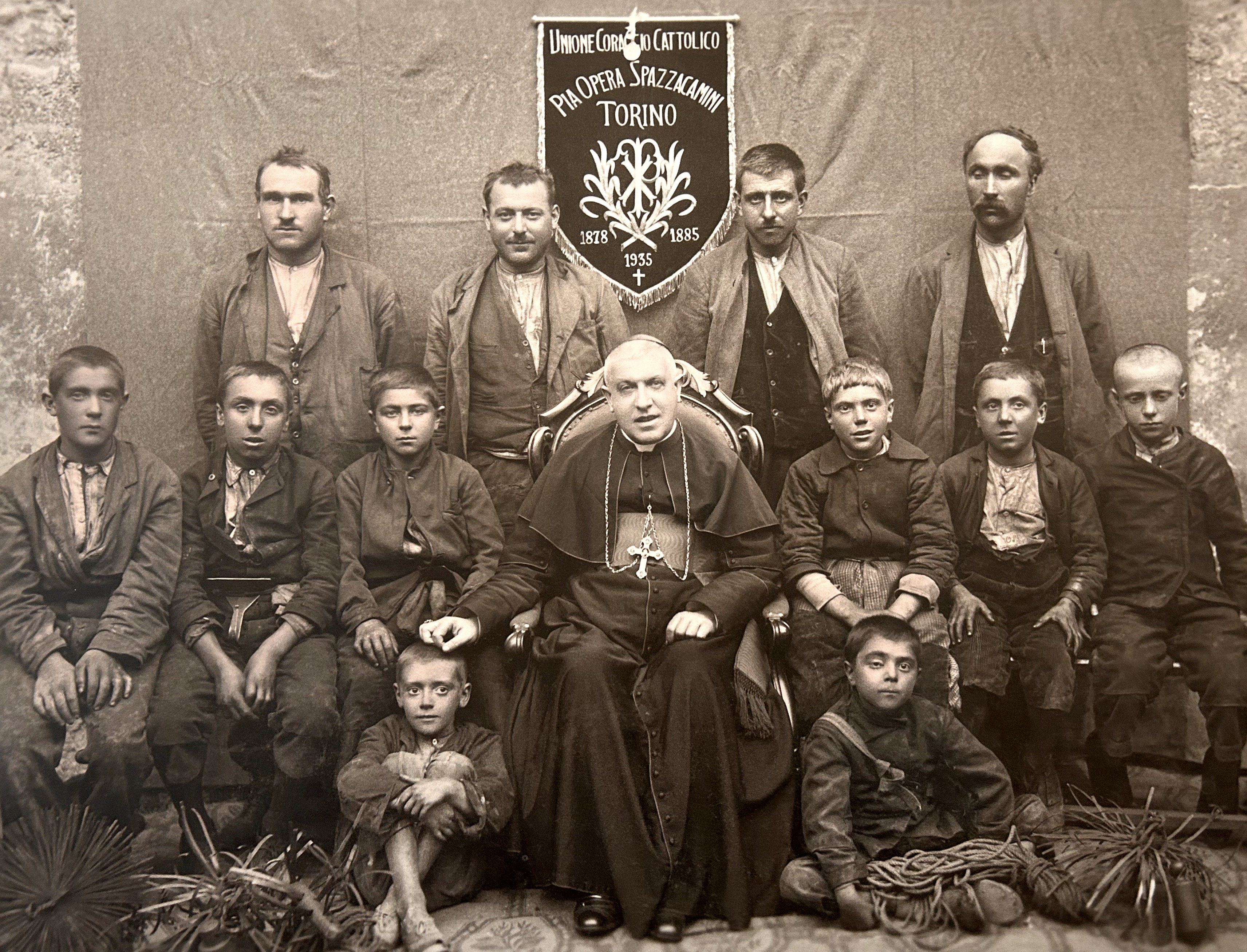
Pfarrer der Opera Pia mit Kaminfegern

Unterstützt wurden die Kaminfegerkinder – abgesehen von barmherzigen Privatpersonen und ab und zu einem gutmütigen Arzt – von katholischen Hilfswerken wie Opera Pia Spazzacamino in Mailand oder Pia Opera di Istruzione e Benificienza Spazzacamini in Turin, das sich in Turin und Mailand um die kleinen rüsca kümmerte. Die Patres sowie private Organisationen ermöglichten ihnen ein wöchentliches Bad sowie den Besuch einer Abendschule – wobei die wenigsten Kinder nach einem harten Arbeitstag noch lernen mochten; viele brachten sich Lesen und Schreiben gegenseitig bei. An Weihnachten und Ostern wurden sie zu einem Essen eingeladen. Auch verteilten einzelne kirchliche Organisationen jeweils am Sonntag eine Minestrone. Um 1870 nahm sich der Arzt Carl Kramer der Kaminfegerkinder an. Zusammen mit dem Seidenhändler und Präsidenten der reformierten Kirchgemeinde Mailands Alexander Andre errichtete er eine Heimstätte auch für obdachlose Kinder. Über ihre Arbeit ist weiter nichts bekannt.

## Sprache
Die Kaminfegerbuben unterhielten sich in einer eigenen Sprache, dem taróm di rüsca. Sinngemäß äußerten sich ehemalige kleine Kaminfeger darüber wie folgt: „Wir fühlten uns so als Teil einer Gemeinschaft, wenn wir uns in unserem Kauderwelsch unterhielten. Wir hatten in solchen Momenten auch das Gefühl, verbrüdert und solidarisch zu sein. Das waren wohl die wenigen Momente, in denen uns so etwas wie Kameradschaft verband. Vertrauen hatten wir im Grunde nur zu uns selber. In unserer Sprache konnten wir uns verständigen und uns auch gegenseitig warnen.“
Da in den Tessiner und Piemonteser Tälern unterschiedliche Dialekte gesprochen wurden, verwendeten die Kaminfegerkinder auch im taróm di rüsca je nach Herkunftsort für denselben Begriff andere Wörter:
Beispiele
| Deutsch        | Italienisch | Centovalli | Val Verzasca |
| -------------- | ----------- | ---------- | ------------ |
| Asche          | cenere      | sgabelina  | sciáta       |
| Bett           | letto       | patüm      | stòzz        |
| Kastanien      | castagne    | macch      | giánd        |
| Fleisch        | carne       | sbiòscia   | strifóla     |
| Ruß            | fuliggine   | tencia     | rüfa         |
| Tabak          | tabacco     | scibós     | müsciágn     |
| Traubenschnaps | grappa      | ragnáca    | lüscia       |

- Rüschela sölia er péscia, chi i scaglia er bosóna e el cobi: Bürste den Kamin sauber, hier geben sie dir eine Suppe und lassen dich schlafen.
- U gh’a sgöizza el gliöö, dagh una gnapa da bosóna col frost: Der Junge hat Hunger, gib ihm einen Teller Suppe und ein Stück Brot.[19] Auch wenn die Dialekte unterschiedlich waren, konnten sich Kinder und Erwachsene gut verständigen.

## Museen
- In Santa Maria Maggiore informiert seit 1983 das Museo dello spazzacamino über das Handwerk der Kaminfeger. Ausführlich wird auch die Geschichte der kleinen Schornsteinfeger dargestellt.
- Auch das Museo di Val Verzasca in Sonogno thematisiert die Geschichte der Kaminfegerkinder.[20]

## Rezeption
Das Schicksal der Kaminfegerkinnder wurde auch in Gedichten und Liedern aufgegriffen, beispielsweise in Charles Dickens Roman Oliver Twist. Ein anderes bekanntes Werk, Lo spazzacamino (dt. „Der Schornsteinfeger“), stammt von Ignazio Cantù (1810–1877):

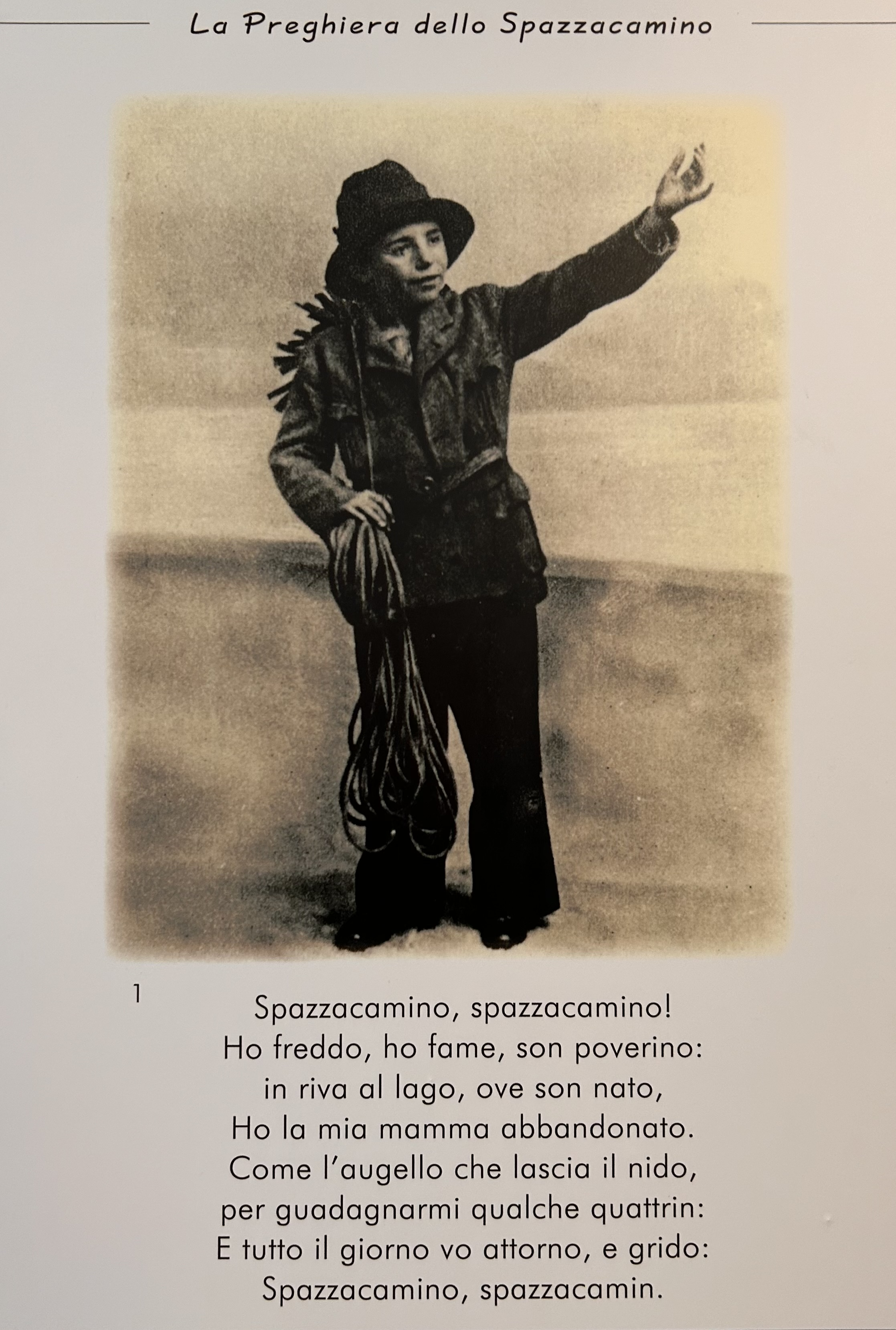
Spazzacamino, spazzacamino! Ich friere, bin hungrig, bin arm dran. Am Seeufer, wo ich geboren bin, hab’ ich meine Mutter zurückgelassen. Wie das Vöglein das Nest verläßt, ein paar Groschen zu verdienen, lauf ich umher den ganzen Tag und rufe: Spazzacamino! Spazzacamino!
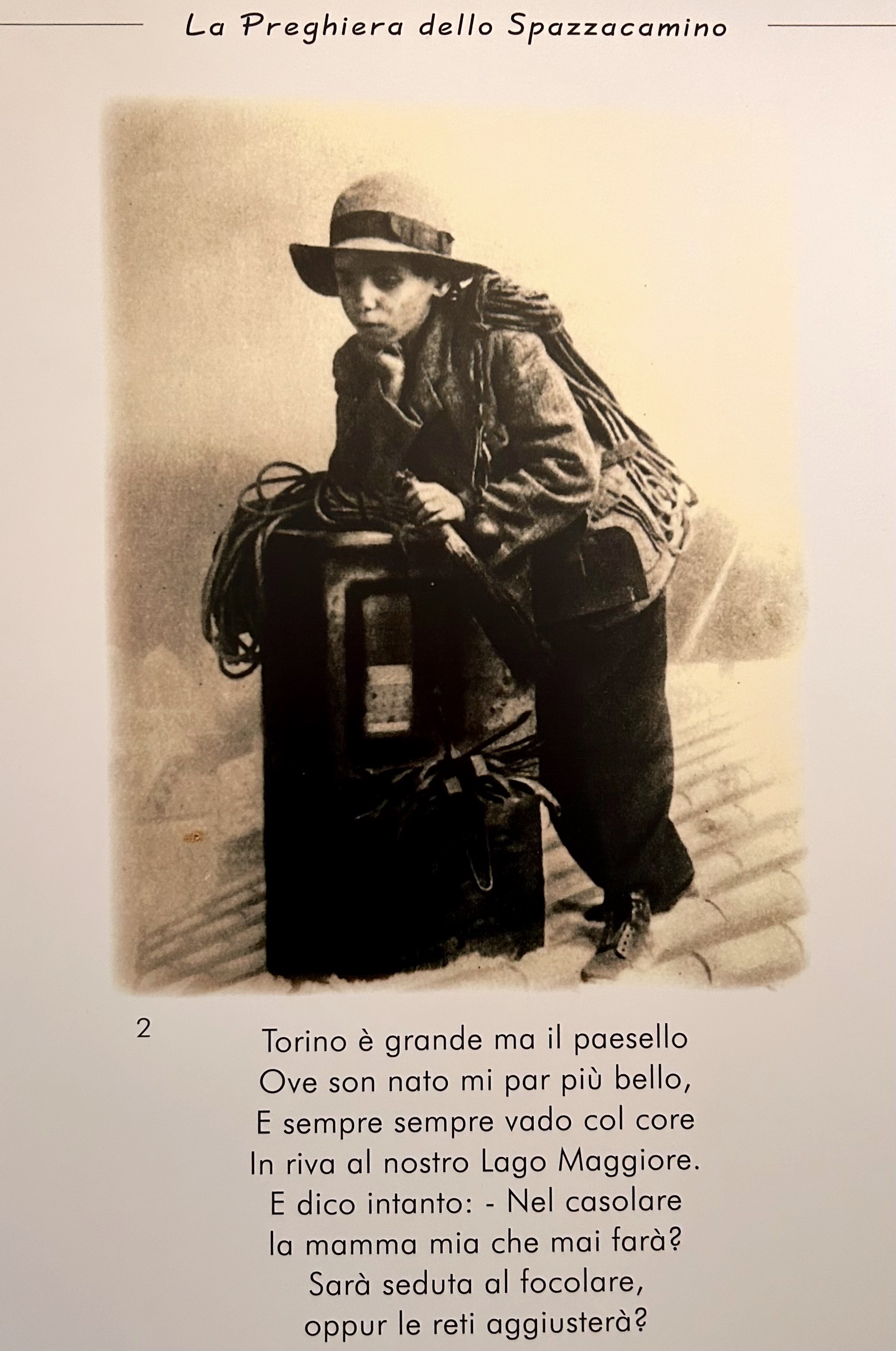
Turin ist groß, aber das Dorf, wo ich geboren bin, kommt mir schöner vor, Und im Herzen flieh’ ich immer ans Ufer unseres Lago Maggiore. Und dabei denk’ ich an zuhause – was macht wohl die Mutter? Sitzt sie wohl am Feuer oder flickt sie die Netze?
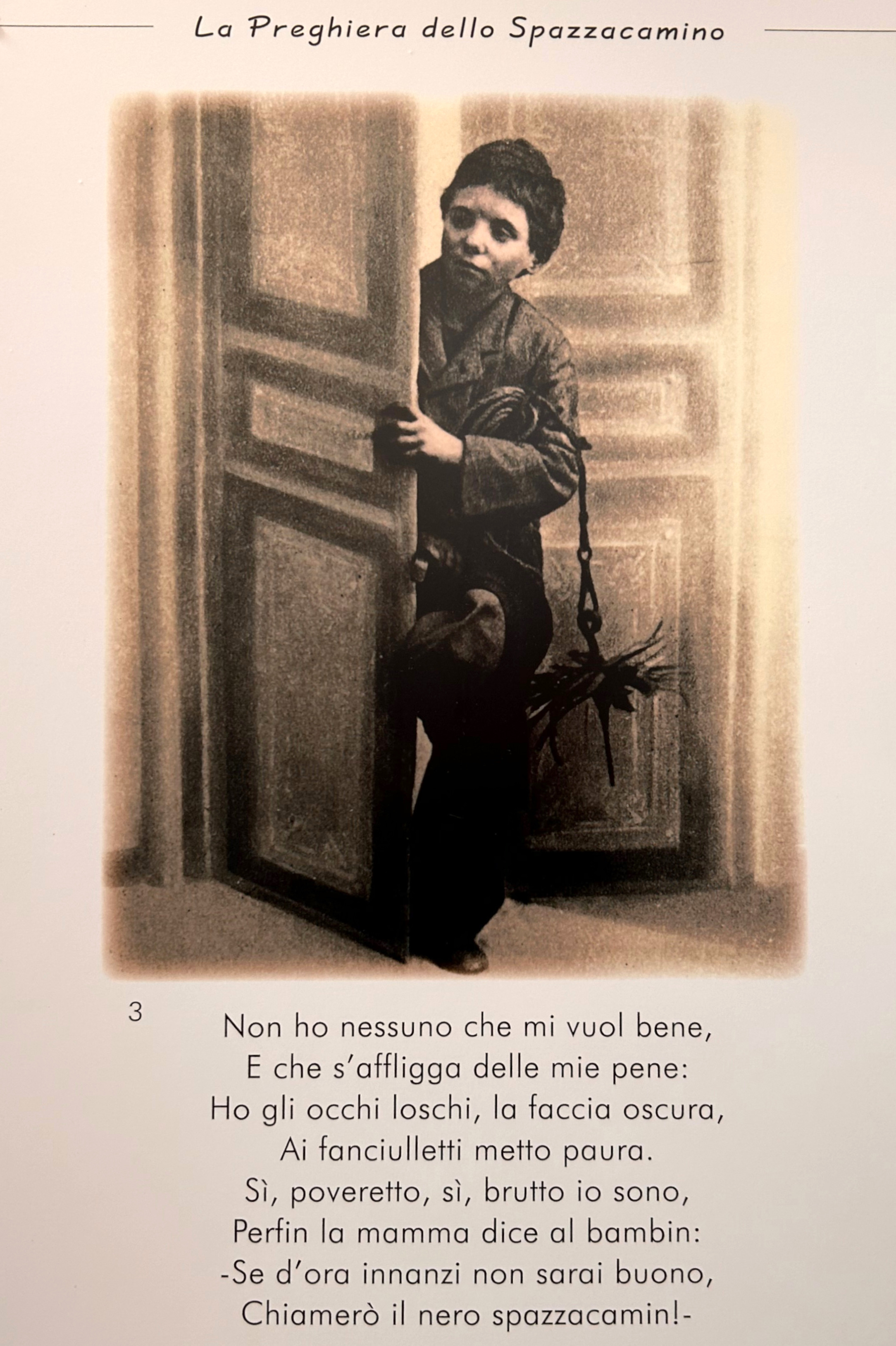
Hab keinen, der mich lieb hat, keinen, der sich um meine Sorgen kümmert. Hab unheimliche Augen und ein dunkles Gesicht, die Kinder haben Angst vor mir. Ja, ich bin arm, ja, ich bin häßlich, sogar die Mutter sagt zu ihrem Kind: Wenn du nicht gleich artig bist Rufe ich den schwarzen Schornsteinfeger.
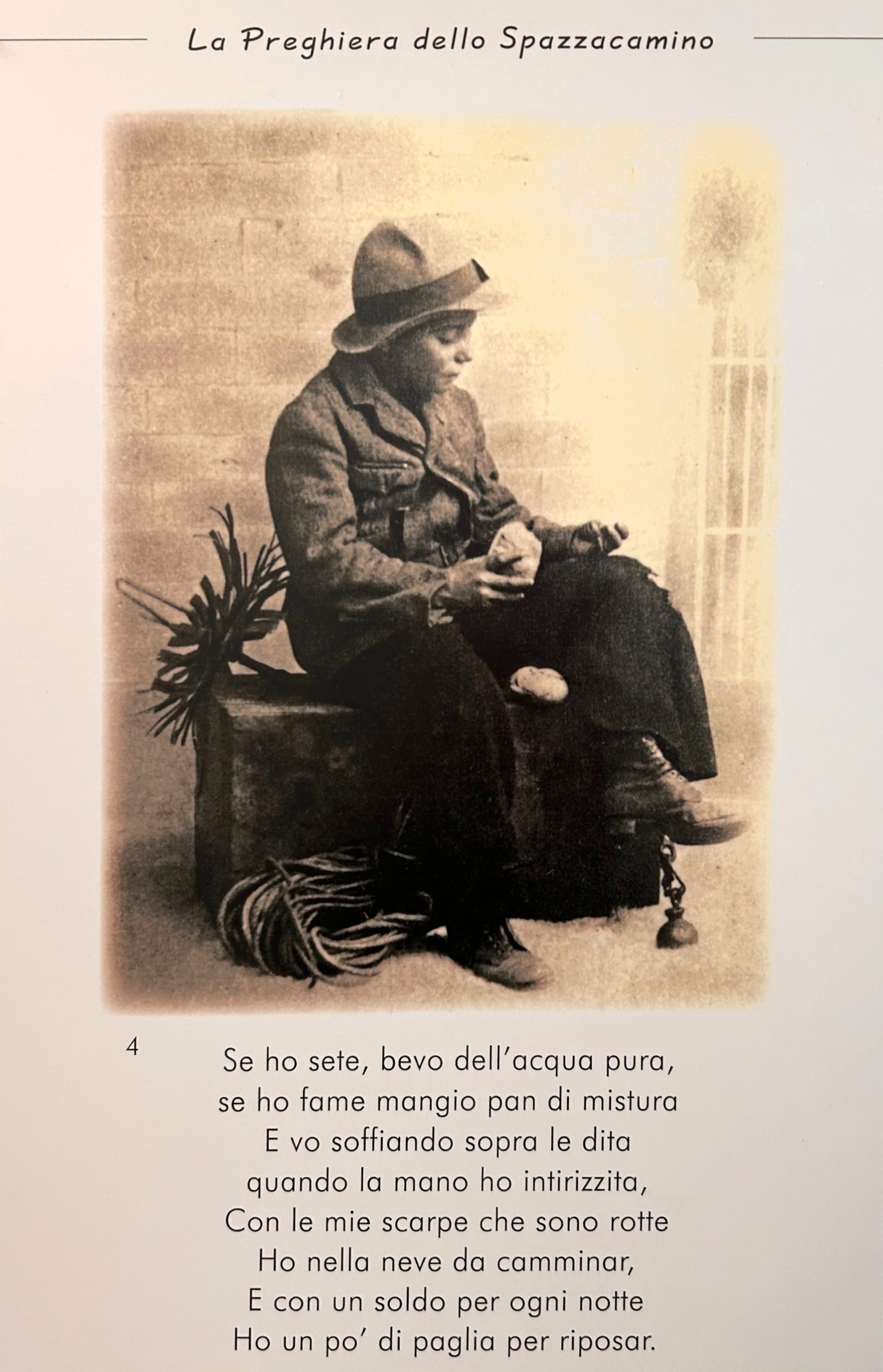
Wenn ich Durst habe, trink’ ich reines Wasser, wenn ich Hunger habe, ess’ ich trockenes Brot, und auf die Finger blase ich mir wenn ich an den Händen frier’. Mit kaputten Schuhen muss ich im Schnee wandern und mit einem Groschen schlaf’ ich jede Nacht auf einem Bündel Stroh.
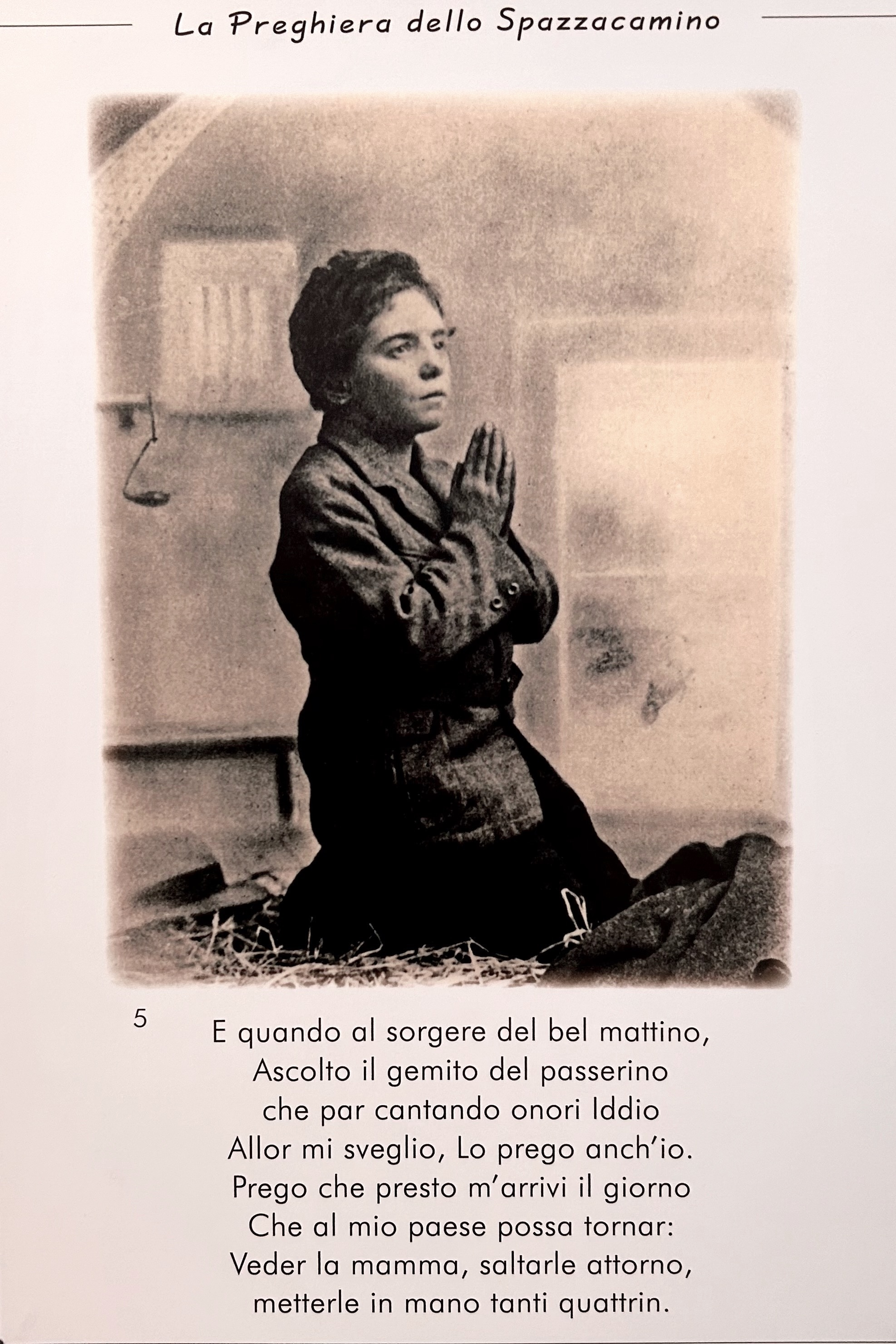
Und wenn der Tag anbricht, hör’ ich die Spatzen schreien, als ob sie Gott singend lobten. Da wach’ ich auf und bete auch, dass bald der Tag komme, an dem ich heimkehren kann. die Mutter wiedersehen, um sie herum springen, und ihr eine Menge Geld mitbringen.
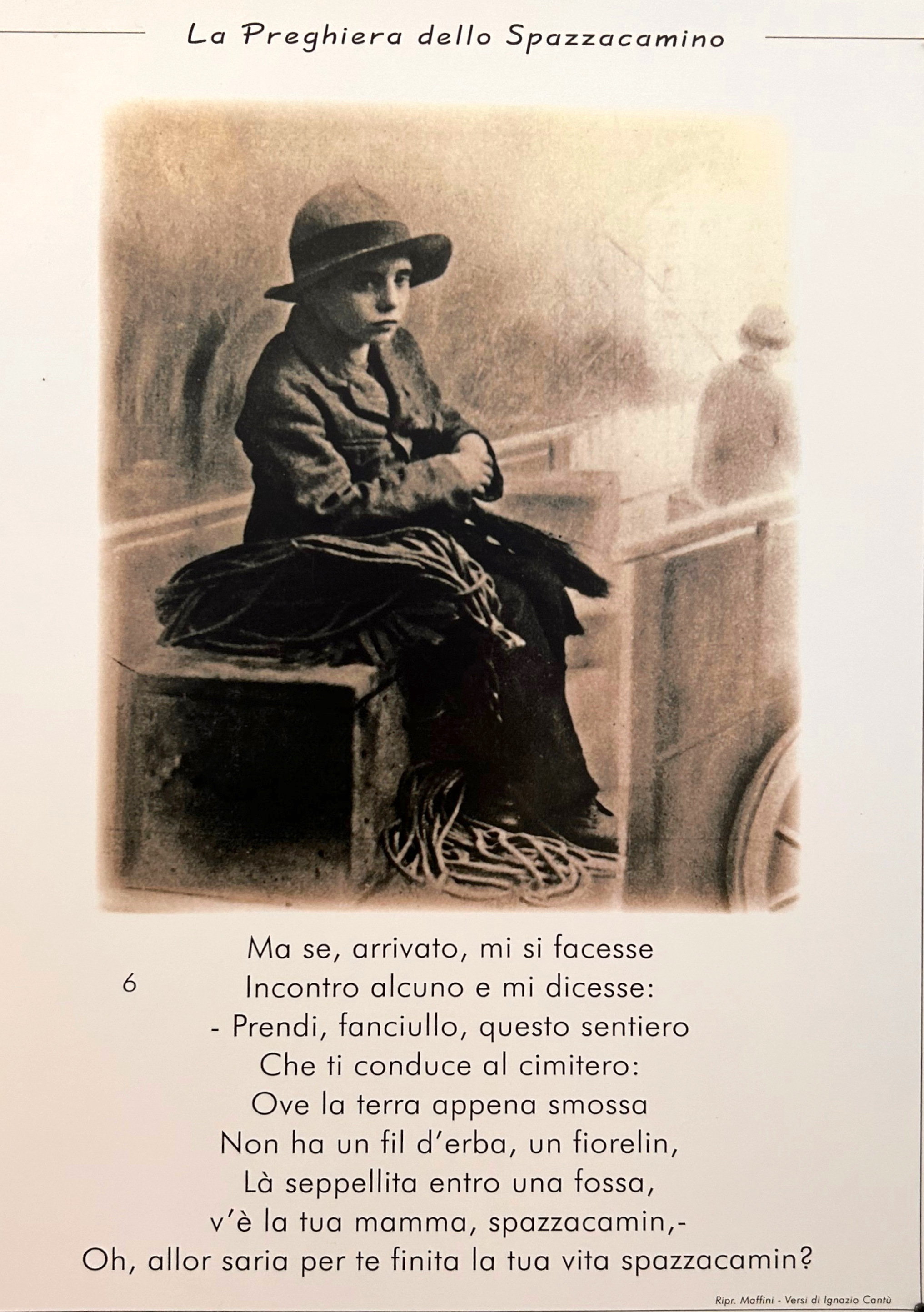
Und wenn bei der Heimkehr jemand käme und sagte: Geh jenen Weg, Junge. der zum Friedhof führt, wo auf der frisch aufgeschütteten Erde kein Grashalm und kein Blümlein wächst, dort unten im Grab liegt deine Mutter, Schornsteinfeger. Wär für dich dein Leben vorbei, Schornsteinfeger?

Bekannt wurde auch eine gesungene Version von Bixio Cherubini (Text) und Ermenegildo Rusconi (Musik).